# Within the Realm of a Dying Sun
Within the Realm of a Dying Sun —en español: Dentro del reino de un sol moribundo— es el tercer álbum de estudio de la banda Dead Can Dance. Fue lanzado el 27 de julio de 1987 por el sello discográfico 4AD.

## Grabación
En el momento de la grabación, Dead Can Dance se habían reducido al dúo de Lisa Gerrard y Brendan Perry, al que se añadió Peter Ulrich tras de la partida de Scott Rodger y James Pinker en 1987.
Sobre el sonido del álbum, el grupo comentó: «Nos dimos cuenta de que habíamos estado limitando nuestras visiones musicales [antes], basándonos en la guitarra, el bajo y la batería. Estos instrumentos no eran adecuados para expresar muchas de las cosas que escuchábamos» . En la creación del álbum, el propietario del sello de música alternativa 4AD, Ivo Watts-Russell, comentó: «Creo que con Within the Realm of a Dying Sun la relación entre ellos y el productor John Rivers estaba en su apogeo. Probablemente sea mi disco favorito de DCD».
La voz de Gerrard se destacó en la segunda mitad del álbum, y su estilo de canto a menudo tenía connotaciones orientales melifluas, especialmente en «Cantara».
La fotografía de la portada se tomó en París, en la tumba familiar de François-Vincent Raspail en el cementerio Père-Lachaise.

## Legado
Las voces de «Dawn of the Iconoclast» fueron muestreadas por Future Sound of London para su single de 1991 «Papua New Guinea». La cantante de pop estadounidense Fergie más tarde también probó «Dawn of the Iconoclast» en su canción «Hungry» con Rick Ross, presentada en su álbum de 2017, Double Dutchess. La canción intercala el canto con ritmos de hip-hop y voces de ambos artistas.

## Canciones
Lado A
1.	"Anywhere Out of the World"	5:08
2.	"Windfall" (instrumental)	3:30
3.	"In the Wake of Adversity"	4:14
4.	"Xavier"	6:16
Lado B
1.	"Dawn of the Iconoclast"	2:06
2.	"Cantara"	5:58
3.	"Summoning of the Muse"	4:55
4.	"Persephone (The Gathering of Flowers)"	6:36

## Historial de lanzamientos
| País           | Fecha                |
| Australia      | 27 de julio de 1987  |
| Estados Unidos | 8 de febrero de 1994 |

## Personal
Dead Can Dance
- Lisa Gerrard - vocales (5,6,7,8), todos los demás instrumentos, producción
- Brendan Perry - voz (1,3,4), todos los demás instrumentos, producción, diseño de fundas

Personal adicional
- Peter Ulrich - timbales, trampa militar
- Ruth Watson - oboe
- Gus Ferguson - Chelo.
- Tony Gamage - Chelo.
- John Singleton - trombón
- Richard Avison - trombón
- Andrew Claxton - trombón bajo, tuba
- Mark Gerrard - trompeta
- Piero Gasparini - viola
- Alison Harling - violín
- Emlyn Singleton - violín

Técnicos
- John A. Rivers - producción, ingeniería
- Francisco Cabeza - Ingeniería
- Bernard Oudin - fotografía de manga